# Adrian Łyszczarz
Adrian Łyszczarz (ur. 22 sierpnia 1999 w Oleśnicy) – polski piłkarz występujący na pozycji ofensywnego pomocnika. Reprezentant Polski U-20 w piłce nożnej mężczyzn.

## Kariera piłkarska
W 2011 został zawodnikiem FC Wrocław Academy, gdzie zaliczył dobre występy m.in. w Centralnej Lidze Juniorów. W 2016 trafił do WKS Śląsk Wrocław. Najpierw występował w drużynie CLJ i zespole rezerw, lecz z upływem czasu dołączył do kadry I drużyny. Jego debiutem był wygrany 6:0 na Stadionie Wrocław mecz z Ruchem Chorzów (13 maja 2017). W kolejnym sezonie pojawił się w wyjściowym składzie Śląska Wrocław. W lipcu 2018 został wypożyczony do GKS-u Katowice. Adrian Łyszczarz otworzył Stadion Śląski strzelając na nim pierwszego gola po trwającej przez kilka lat przebudowie (planowanej początkowo na dostosowanie stadionu do areny UEFA EURO 2012), podczas spotkania wygranego 3:0 z Białorusią przez Reprezentację Polski U-19 w piłce nożnej. Określany mianem najbardziej utalentowanego piłkarza młodego pokolenia wrocławskiego klubu.